# Terra Indígena Cué-Cué/Marabitanas
La Terra Indígena Cué-Cué/Marabitanas és una terra indígena al nord-oest del estat de l'Amazones (Brasil). Es van produir retards prolongats mentre s'identificava i es declarava formalment el territori.

## Ubicació
La terra indígena Cué-cué / Marabitanas es troba al municipi de São Gabriel da Cachoeira, Amazones. El territori té una àresa de 809,000 hectàrees (2,000,000 acres). El riu Negro defineix el límit occidental i travessa la part nord del territori, que limita amb Colòmbia al nord i Veneçuela al nord-est. L'assentament de Cucuí al riu Negro es troba a la part nord del territori. L'autopista BR-307 travessa la part oriental des de l'assentament de São Gabriel da Cachoeira fins a Cucui. A l'est, el 25% del territori se superposa al Parc Nacional del Pico da Neblina.
A partir de 2016, els municipis de l'Alt Rio Negre de São Gabriel da Cachoeira, Santa Isabel do Rio Negro, Barcelos i Japurá tenien set terres indígenes amb una població total de 32.266 persones.
Aquests eren els Alto Rio Negro, Médio Rio Negro 1, Médio Rio Negro 2, Balaio, Cué-Cué/Marabitanas, Rio Apapóris i Rio Tea. La majoria es van decretar a la dècada de 1990 i tots havien estat homologats a part del de Cué-Cué/Marabitanas.
El de Cué-cué/Marabitanas limita amb les terres indígenes de Balaio i Yanomami a l'est, la Terra Indígena Médio Rio Negro I al sud i la gran Terra Indígena Alto Rio Negro a l'altra banda del Riu Negro a l'oest.. Es troba a la conca del Riu Negro amb vegetació del bioma amazònic que inclou campinarana en contacte amb la selva tropical. Pel 2014 s'havia desforestat un total de 21,752 hectàrees (53,750 acres).

## Població
L'ISA va donar una estimació de població de 1.645 el 1996. El 2008 FUNAI va informar que hi havia 1.702 habitants, la majoria baré i baniwa. Les famílies vivien principalment extret de productes naturals, tot i que el subsòl de la regió era ric en minerals. El 2010, la població estimada segons GT/Funai era de 1.864 individus de les ètnies Arapaso, desano, Pira-tapuya i tucanos de la família lingüística tucano i els baniwa, baré, kurripako, Tariana i Warekena de les llengües arawak.
Les organitzacions indígenes registrades són la Federació d'Organitzacions Indígenes del Rio Negre (FOIRN) i la Casa de Productes Indígenes Wariró de Rio Negro.
Després de l'homologació de la reserva, haurien de marxar uns 1.000 residents i comerciants no indis.

## Història
El 1984 es van concedir tres llicències de prospecció mineral al que ara és el territori de fosfat, lignit i tungstè, amb àrees de 2,489 hectàrees (6,150 acres), 7,680 hectàrees (19,000 acres) i 2,769 hectàrees (6,840 acres) respectivament.
La identificació de la Terra Indígena Cué-cué/Marabitanas es va iniciar mitjançant l'ordenança 776 de 12 d'agost de 2003 i es va continuar amb les ordenances el 2004, 2007, 2008 i 2010.
Al llarg dels anys, els líders indígenes van demanar el reconeixement de la Fundação Nacional do Índio (FUNAI) i del president del Brasil mentre els estudis d’identificació s’estaven realitzant.
Mércio Gomes, president de FUNAI del 2003 al 2007, es va oposar a incloure tota la terra en una sola unitat i va voler restringir-la al perímetre de la riba esquerra del riu Negre.
Va dir que el grup de delimitació havia estat influït per organitzacions indígenes.
Les faccions militars radicals també s'oposaven al territori, que consideraven una amenaça per a la sobirania nacional, tot i que els militars havien tingut garantit l'accés al territori.
La demarcació de la reserva el desembre de 2008 va donar una àrea de 808,597 hectàrees (1,998,090 acres). El següent pas després de la publicació de l'informe de demarcació del 2008 seria l'aprovació de l'informe, que seria seguit d'un període de 90 dies per a al·legacions. FUNAI va identificar el territori de manera condicional mitjançant el despatx 595 del 16 de desembre de 2011. Amb aquesta acció, Márcio Meira, president de FUNAI, va aprovar l'estudi de demarcació i el va enviar al Ministeri de Justícia.
El 19 d'abril de 2013, el ministre federal de Justícia, José Eduardo Cardozo, va declarar tres terres indígenes, la de Cué-Cué-Marabitanas de 808,600 hectàrees (1,998,000 acres), la de Guanabara de 15,600 hectàrees (39,000 acres) i la de Tremembé de Queimadas de 767 hectàrees (1,900 acres).
El territori indígena Cué-cué / Marabitanas va ser declarat per l'ordenança 1.703.
Cardoza va negar que els retards en la identificació havien estat causats pels governs d Luiz Inácio Lula da Silva i Dilma Rousseff.
Després d'un termini de 90 dies per a apel·lacions, el territori es podria confirmar tal com va declarar el Ministeri de Justícia.
No s'ha fet cap anunci sobre la fase final d'homologació, que ha de fer el president.
El 12 de maig de 2016, Dilma Rousseff va ser suspesa mentre el Senat discutia la destitució i Michel Temer es va convertir en president en funcions. L'ordenança 536, de 7 de juny de 2016, va confirmar la declaració del territori.